# Política de Arabia Saudita
La política de Arabia Saudita se desarrolla en el contexto de una monarquía absoluta unitaria, de corte islamista tradicional, en la que el rey es el jefe de Estado y el príncipe es el jefe de Gobierno. Las decisiones se toman, en gran medida, sobre la base de consultas entre el Rey, el Consejo de Ministros, los eruditos islámicos (hasta mediados de la década de 2010), los líderes tribales y otras élites tradicionales de la sociedad. El gobierno saudí es autoritario, aunque algunos analistas han calificado el gobierno de Mohammed bin Salman de totalitario. El príncipe heredero y primer ministro de Arabia Saudí, Mohammed bin Salman, es el gobernante de facto de Arabia Saudí. Bajo su mandato, ha centralizado la formulación de políticas, ha purgado a las élites políticas rivales y ha desmantelado las dinámicas de reparto de poder preexistentes.
La Ley Fundamental de Arabia Saudita contiene muchas características de lo que podría llamarse una constitución en otros países. Se declara que el Corán y la Sunnah son la constitución oficial del país. Se proclama oficialmente que el gobierno del reino se rige por la ley islámica (sharia). El Consejo de Lealtad es responsable de determinar el nuevo rey y el nuevo príncipe heredero. Todos los ciudadanos mayores de edad tienen derecho a asistir, reunirse y presentar peticiones directamente al rey a través de la tradicional reunión tribal conocida como majlis.
El gobierno está dominado por la inmensa familia real, los Al Saud, que a menudo se ha dividido en facciones por disputas internas. Los miembros de la familia son los principales actores políticos autorizados por el gobierno. La participación política fuera de la familia real es limitada. Arabia Saudita es uno de los cuatro únicos países (los otros son Ciudad del Vaticano, Brunéi y Afganistán) que no tiene un órgano legislativo independiente.

## Constitución
Arabia Saudita es una monarquía absoluta. Según la Ley Fundamental de Arabia Saudí, la constitución de facto del país adoptada por decreto real en 1992, el rey debe cumplir la sharia (es decir, la ley islámica) y el Corán. El Corán y la Sunna son declarados la constitución de iure del país. No existe una constitución escrita jurídicamente vinculante y el Corán y la Sunna siguen estando sujetos a interpretación. De ello se encarga el Consejo de Altos Estudiosos, el estamento religioso saudí, aunque el poder del estamento religioso se ha erosionado significativamente en la década de 2010.
El gobierno de Arabia Saudita está dirigido por el monarca, el rey Salman, que accedió al trono el 23 de enero de 2015. No se permiten partidos políticos ni elecciones nacionales, y según el Índice de Democracia de The Economist, el gobierno saudí era el decimoctavo régimen más autoritario entre los 167 países calificados en 2022, estando en su puntuación más baja en 2012 y en la más alta de 2020 a 2022. El gobierno está dominado por la familia real.

### El Rey
La Ley Fundamental especifica que el rey debe ser elegido entre los hijos del primer rey, Abdul Aziz Al Saud, y sus descendientes varones, previa aprobación de los líderes (los ulema). En 2007, se creó un «Consejo de la Lealtad», compuesto por los hijos supervivientes del rey Abdulaziz y un hijo de cada uno de sus hijos fallecidos, para determinar quién será el heredero (el príncipe heredero) después de que el heredero anterior fallezca o acceda al trono. El príncipe Mohammad bin Salman es el actual príncipe heredero, y está ampliamente considerado como el gobernante de facto del país.
El rey combina las funciones legislativa, ejecutiva y judicial y los decretos reales constituyen la base de la legislación del país. El rey es también el primer ministro y preside el Consejo de Ministros (Majlis al-Wuzarāʾ), formado por el primer y el segundo vice primer ministro (normalmente el primero y el segundo en la línea de sucesión al trono, respectivamente), 23 ministros con cartera y cinco ministros de Estado. El Rey nombra y destituye a los miembros del Consejo, que es responsable de asuntos ejecutivos y administrativos como la política exterior e interior, la defensa, las finanzas, la sanidad y la educación, administrados a través de numerosos organismos. También existe una Asamblea Consultiva de 150 miembros, nombrada por el Rey, que puede proponer leyes al Rey, pero no tiene poderes legislativos, ni participa en la elaboración del presupuesto. El presupuesto del gobierno no se hace público en su totalidad. El «40%»... se etiqueta como «Otros sectores» (incluyendo defensa, seguridad, inteligencia, inversión directa de los ingresos del reino fuera del país, y cuánto va directamente a la familia real).
Aunque en teoría el país es una monarquía absoluta, en la práctica las principales decisiones políticas se toman fuera de estas estructuras formales de gobierno y no exclusivamente por el rey. Las decisiones se toman estableciendo un consenso en el seno de la familia real (formada por los numerosos descendientes del fundador del reino, el rey Abdulaziz). También se tienen en cuenta las opiniones de importantes miembros de la sociedad saudí, como los ulemas (eruditos religiosos), los principales jeques tribales y los jefes de destacadas familias comerciales.

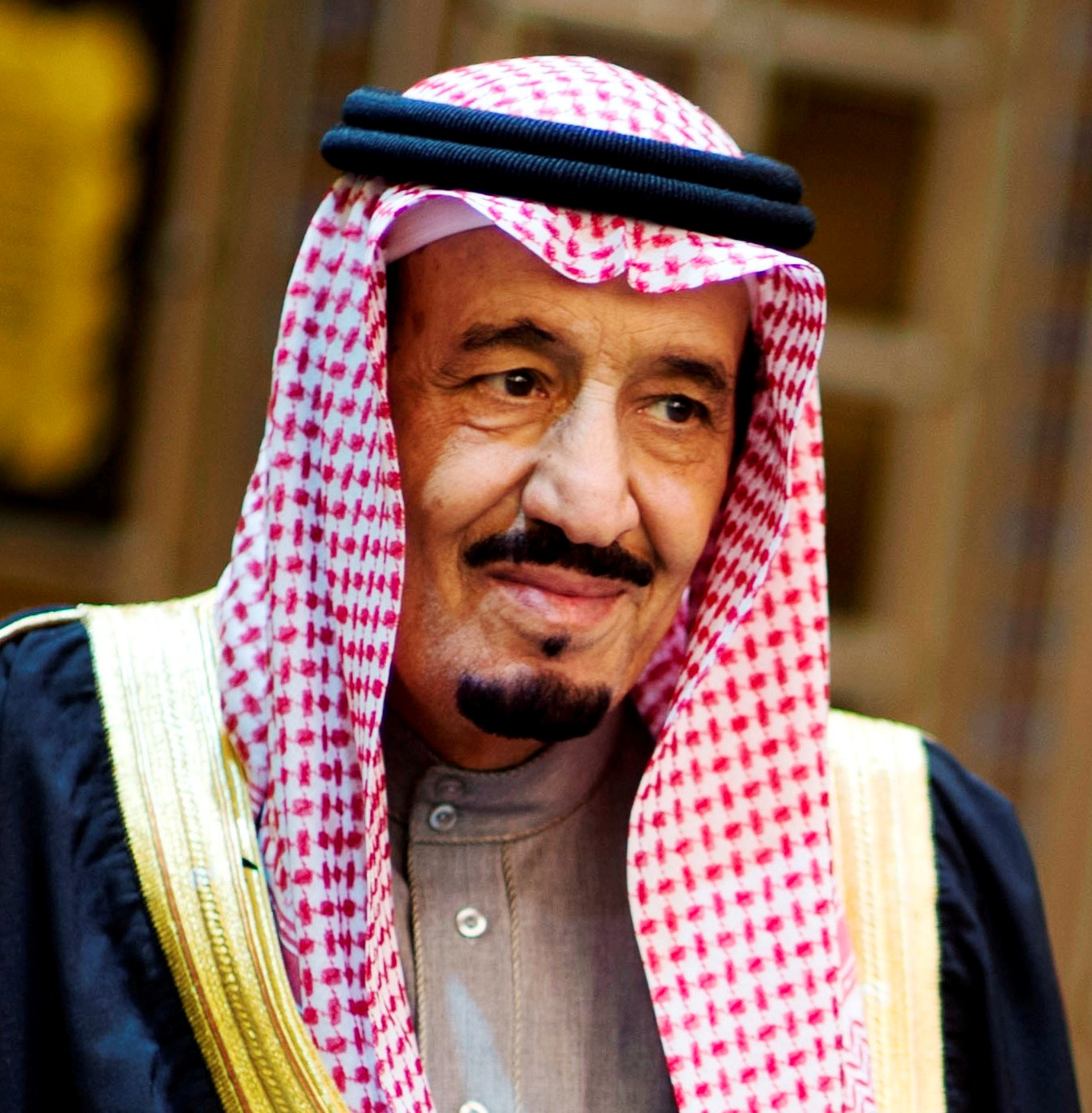
Rey Salman de Arabia Saudita (2015-presente)

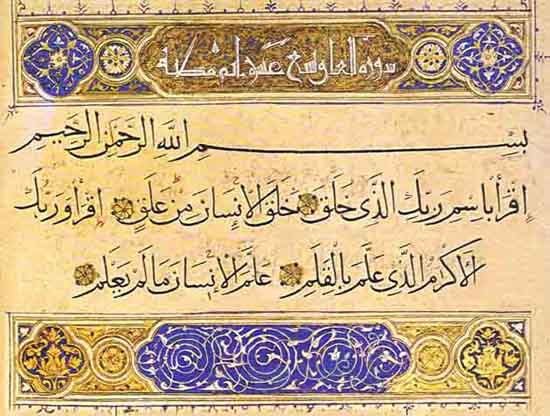
Versículos del Corán, la constitución oficial del país

Como monarquía absoluta, la personalidad y las capacidades del monarca reinante influyen en la política y las políticas nacionales del país. El rey Saud (r. 1953-1964) fue considerado incompetente y extravagante, y su reinado desembocó en una crisis económica y política que desembocó en su abdicación forzada. El rey Faisal (r. 1964-1975) era un «modernista» que favorecía el progreso económico, tecnológico y gubernamental, pero también era conservador desde el punto de vista político y religioso. Dirigió el rápido desarrollo económico y burocrático del país a principios de la década de 1970, pero también hizo concesiones a la clase dirigente religiosa y abandonó los planes de ampliar la participación política.El rey Jalid (r. 1975-1982) dejó el gobierno en gran parte en manos de su príncipe heredero, Fahd, que le sucedió como rey (r. 1982-2005). El príncipe Fahd fue un administrador de talento que inició un importante desarrollo industrial en el reino. Muchos le consideraban el «padre de la modernización del país». Sin embargo, durante los últimos 10 años de su reinado, su mala salud le impidió funcionar plenamente. En ausencia de un rey que pudiera proporcionar un liderazgo central fuerte, la estructura del Estado comenzó a fragmentarse y el país se estancó. El rey Abdullah (r. 2005-2015) fue considerado un reformista e introdujo reformas económicas (desregulación limitada, fomento de la inversión extranjera y privatización) e introdujo cambios modernizadores en el poder judicial y los ministerios.

### Familia real
La familia real domina el sistema político. El gran número de miembros de la familia le permite ocupar la mayoría de los cargos importantes del reino y tener participación y presencia en todos los niveles de gobierno. Se calcula que el número de príncipes oscila entre 7.000 y más, y que la mayor parte del poder y la influencia la ejercen los aproximadamente 200 descendientes varones del rey Abdulaziz. Los principales ministerios han estado históricamente reservados a la familia real, al igual que las trece gobernaciones regionales. Con el gran número de miembros de la familia que buscan empleos bien remunerados, los críticos se quejan de que incluso los empleos de «dirección media» en el Reino están fuera del alcance de los saudíes no pertenecientes a la realeza, lo que limita la movilidad ascendente y el incentivo para que los plebeyos destaquen.
La única excepción a esta regla fue Khaled al-Tuwaijri, secretario general de la Corte y éminencia gris del rey Abdullah. Era plebeyo e inmensamente poderoso, lo que significaba que era despreciado por la mayoría de la realeza, especialmente por los sideríes, que lo despidieron en cuanto murió el viejo rey.
Los nombramientos políticos y gubernamentales a largo plazo dan lugar a la creación de «feudos de poder» para los príncipes de alto rango. Entre los ejemplos se incluyen: El rey Abdalá, que fue comandante de la Guardia Nacional desde 1963 hasta 2010, cuando entonces nombró a su hijo para sustituirle; el príncipe heredero Sultán, fue ministro de Defensa y Aviación desde 1962 hasta 2011; el príncipe Nayef fue ministro del Interior desde 1975 hasta su muerte en 2012; el príncipe Saud había sido ministro de Asuntos Exteriores desde 1975 hasta justo antes de su muerte en 2015; y el rey Salmán, fue gobernador de la región de Riad desde 1962 hasta 2011.
Al no haber elecciones nacionales ni partidos políticos, la política en Arabia Saudí se desarrolla en dos ámbitos distintos: dentro de la familia real, los Al Saud, y entre la familia real y el resto de la sociedad saudí. La familia real está dividida políticamente por facciones basadas en lealtades de clan, ambiciones personales y diferencias ideológicas. La facción más poderosa del clan es la de los «Siete Sudairi», formada por el difunto rey Fahd y sus hermanos y descendientes. Entre las divisiones ideológicas se encuentran las relativas a la velocidad y dirección de las reformas y a si debe aumentarse o reducirse el papel de los ulemas. También hubo divisiones en el seno de la familia sobre quién debía suceder al príncipe heredero Sultán.
Entre las principales figuras de la familia real con distintas orientaciones ideológicas se encontraban el príncipe Nayef, el difunto ministro del Interior, y el príncipe Saud Al-Faisal, ministro de Asuntos Exteriores. El príncipe Nayef estaba personalmente comprometido con el mantenimiento de los valores conservadores wahabíes de Arabia Saudí. De los principales príncipes, probablemente era el que menos cómodo se sentía con el deseo de reforma del rey Abdullah. Tras los atentados del 11 de septiembre de 2001 en Estados Unidos, perpetrados en su mayoría por ciudadanos saudíes, el príncipe Nayef fue duramente criticado por Estados Unidos por su reacción. También fue necesaria la presión de la familia real para que iniciara la caza de los militantes islamistas que habían atacado objetivos occidentales en Arabia Saudí. Por el contrario, el príncipe Saud Al Faisal es uno de los más firmes partidarios de la reforma política y social. Por ejemplo, él (al igual que el rey Abdullah) se ha pronunciado a favor de que las mujeres tengan derecho a votar, a seguir la carrera profesional que deseen y a poder conducir un coche. Las mujeres podrían votar en las elecciones municipales a partir de 2012.

### La influencia de los ulemas
La importancia de los ulemas (el cuerpo de líderes religiosos y juristas islámicos) se deriva del papel central de la religión en la sociedad saudí. Se ha dicho que el islam es más que una religión, es una forma de vida en Arabia Saudí y, como consecuencia, la influencia de los ulemas es omnipresente. Arabia Saudí es casi el único país que otorga a los ulemas un papel directo en el gobierno, siendo Irán el único ejemplo. Antes de 1971, el Gran Muftí presidía un consejo de altos ulemas que asesoraba al rey y se reunía de manera informal. En ese año, el consejo se formalizó en un Consejo de Altos Estudiosos, nombrado por el rey y con sueldos pagados por el gobierno.
No sólo la sucesión real está sujeta a la aprobación de los ulemas, también lo están todas las nuevas leyes (decretos reales). Los ulemas también han influido en importantes decisiones ejecutivas, como la imposición del embargo de petróleo en 1973 y la invitación de tropas extranjeras a Arabia Saudí en 1990. Desempeñan un papel importante en los sistemas judicial y educativo y tienen el monopolio de la autoridad en el ámbito de la moral religiosa y social.
En la década de 1970, como consecuencia de la riqueza petrolera y la modernización del país iniciada por el rey Faisal, se estaban produciendo importantes cambios en la sociedad saudí y el poder de los ulemas estaba en declive. Sin embargo, esto cambió tras la toma de la Gran Mezquita de La Meca en 1979 por radicales islamistas. La respuesta del gobierno a la crisis incluyó el refuerzo de los poderes de los ulemas y el aumento de su apoyo financiero: en particular, se les concedió un mayor control sobre el sistema educativo y se les permitió imponer una observancia más estricta de las normas wahabíes de comportamiento moral y social. Tras su llegada al trono en 2005, el rey Abdullah tomó medidas para frenar los poderes de los ulemas, por ejemplo transfiriendo su control sobre la educación de las niñas al Ministerio de Educación.
Históricamente, los ulemas han estado dirigidos por los Al ash-Sheij, la principal familia religiosa del país, descendientes de Muhammad ibn Abd al-Wahhab, fundador en el siglo XVIII de la forma wahabí del islam suní, hoy dominante en Arabia Saudí. La familia es la segunda en prestigio después de los Al Saud (la familia real), con quienes establecieron un «pacto de apoyo mutuo» y de reparto del poder hace casi 300 años. El pacto, que persiste en la actualidad, se basa en que los Al Saud mantienen la autoridad de los Al ash-Sheij en materia religiosa y defienden y propagan la doctrina wahabí. A cambio, los Al ash-Sheij apoyan la autoridad política de los Al Saud, utilizando así su autoridad religioso-moral para legitimar el gobierno de la familia real. Aunque el dominio de los Al ash-Sheij sobre los ulemas ha disminuido en las últimas décadas, siguen ocupando los cargos religiosos más importantes y están estrechamente vinculados a los Al Saud por un alto grado de matrimonios mixtos.

### Corrupción
La corrupción está muy extendida en Arabia Saudí, sobre todo en forma de nepotismo, uso de intermediarios, «wasta», para hacer negocios y sistemas de clientelismo. El gobierno saudí y la familia real han sido acusados a menudo, y durante muchos años, de corrupción. En un país del que se dice que «pertenece» a la familia real y que lleva su nombre, las fronteras entre los bienes del Estado y el patrimonio personal de los príncipes de alto rango son difusas. La corrupción se ha descrito como sistémica y endémica, y su existencia fue reconocida y defendida por el príncipe Bandar bin Sultan (un alto cargo de la familia real) en una entrevista en 2001.
Aunque las acusaciones de corrupción se han limitado a menudo a acusaciones generales no documentadas, en 2007 se produjeron acusaciones concretas, cuando se afirmó que el contratista británico de defensa BAE Systems había pagado al príncipe Bandar 2.000 millones de dólares en sobornos relacionados con el acuerdo de armas Al-Yamamah. El príncipe Bandar negó las acusaciones. Las investigaciones de las autoridades estadounidenses y británicas desembocaron, en 2010, en acuerdos con la empresa, por los que ésta pagó 447 millones de dólares en multas, pero no admitió haber cometido sobornos. Transparencia Internacional, en su Índice de Percepción de la Corrupción de 2010, otorgó a Arabia Saudí una puntuación de 4,4 (en una escala de 0 a 10, donde 0 es «muy corrupto» y 10 es «muy limpio»).
Durante las detenciones anticorrupción en Arabia Saudí en 2017, el 5 de noviembre, 11 príncipes y decenas de exministros fueron detenidos en una nueva investigación anticorrupción en Arabia Saudí. Entre los detenidos figuran el destacado inversor multimillonario príncipe Al-Waleed bin Talal, el ministro de la Guardia Nacional, Miteb bin Abdullah, y el ministro de Economía y Planificación, Adel Fakeih. La línea oficial es que la purga responde a las prácticas corruptas de los acusados y que la comisión anticorrupción tiene derecho a dictar órdenes de detención, imponer restricciones de viaje y congelar cuentas bancarias. También está facultada para investigar las finanzas y congelar activos hasta que se resuelvan los casos. La proclamación real decía además que «debido a la propensión de algunas personas a cometer abusos, anteponer sus intereses al interés público y robar fondos públicos».
En 2018, el periodista saudí Jamal Khashoggi fue secuestrado y asesinado tras criticar al gobierno saudí.
El 6 de marzo de 2020, el príncipe heredero de Arabia Saudí, Mohammed bin Salman, detuvo a tres altos miembros de la realeza, entre ellos el hermano del rey Salman, el príncipe Ahmed bin Abdulaziz, el antiguo príncipe heredero Mohammed bin Nayef, y su hermano menor, para eliminar el riesgo de posibles sucesores al trono.
El 15 de marzo de 2020, Arabia Saudí llevó a cabo otra campaña de detenciones masivas y detuvo a 298 empleados públicos de las 674 personas investigadas por sospechas de corrupción. Entre los detenidos había oficiales militares en activo y retirados, agentes de seguridad dependientes del Ministerio del Interior, funcionarios de sanidad y jueces. La detención masiva suscitó preocupación en materia de derechos humanos, y Human Rights Watch pidió que se revelaran los fundamentos jurídicos y probatorios de la detención de cada persona.
El 6 de agosto de 2020, el ex alto cargo de los servicios de inteligencia saudíes Saad AlJabri, autoexiliado en Canadá, presentó una demanda contra el príncipe heredero de Arabia Saudí, Mohammed bin Salman, y otros altos cargos. La demanda se presentó ante el tribunal de Washington D. C. en virtud de la Ley de Protección de Víctimas de Tortura, acusando al príncipe heredero de enviar un escuadrón de asesinos a sueldo, apodado «Escuadrón Tigre», en octubre de 2018 para su ejecución extrajudicial.
En marzo de 2021, más de 240 personas fueron detenidas en Arabia Saudí por corrupción. Fueron detenidos empleados de los ministerios del Interior, Sanidad, Asuntos Municipales y Rurales y Vivienda, Educación y Recursos Humanos y Desarrollo Social, Aduanas y Correos.

### Reforma
Desde los atentados del 11 de septiembre de 2001, ha aumentado la presión para reformar y modernizar el gobierno de la familia real, un programa defendido por el rey Abdullah tanto antes como después de su acceso al poder en 2005. La creación del Consejo Consultivo a principios de la década de 1990 no satisfizo las demandas de participación política y, en 2003, se anunció un Foro de Diálogo Nacional anual que permitiría a profesionales e intelectuales seleccionados debatir públicamente cuestiones nacionales de actualidad, dentro de ciertos parámetros prescritos. En 2005 se celebraron las primeras elecciones municipales. En 2007, se creó el Consejo de la Lealtad para regular la sucesión. En 2009, el rey introdujo importantes cambios en el personal del gobierno, nombrando a reformistas para puestos clave y a la primera mujer para un cargo ministerial. Sin embargo, los cambios han sido criticados por ser demasiado lentos o meramente cosméticos, y la familia real está dividida, según se informa, sobre la velocidad y la dirección de la reforma.
En 2011, Abdullah anunció que las mujeres podrían ser nombradas miembros del Consejo de la Shura.

## Política al margen de la familia real
La política en Arabia Saudí, al margen de la familia real, puede examinarse en tres contextos: el grado en que la familia real permite la participación política de la sociedad saudí en general, la oposición al régimen y el terrorismo islamista.

### Participación política

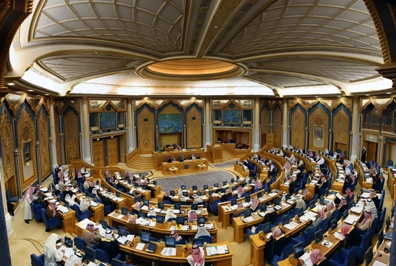
La Asamblea Consultiva en el Palacio Al Yamamah de Riad

Fuera de la Casa de Al Saud, la participación en el proceso político se limita a un segmento relativamente pequeño de la población y adopta la forma de consultas de la familia real con los ulemas, los jeques tribales y los miembros de importantes familias comerciales sobre las decisiones importantes. Los medios de comunicación saudíes no informan sobre este proceso. En teoría, todos los varones mayores de edad tienen derecho a presentar peticiones directamente al rey a través de la reunión tribal tradicional conocida como majlis. En muchos aspectos, el enfoque del gobierno difiere poco del sistema tradicional de gobierno tribal. La identidad tribal sigue siendo fuerte y, fuera de la familia real, la influencia política viene determinada con frecuencia por la afiliación tribal, manteniendo los jeques tribales un grado considerable de influencia sobre los acontecimientos locales y nacionales. En los últimos años se han dado pasos limitados para ampliar la participación política, como la creación del Consejo Consultivo a principios de los años 90 y el Foro de Diálogo Nacional en 2003.

### Oposición a la familia real
El gobierno de los Al Saud se enfrenta a la oposición política de cuatro fuentes: El activismo islamista suní, los críticos liberales, incluido un partido verde clandestino, la minoría chií, sobre todo en la provincia Oriental, y los antiguos opositores tribales y regionalistas (por ejemplo, en el Hiyaz). De todos ellos, los activistas islámicos han sido la amenaza más destacada para el régimen y en los últimos años han perpetrado varios actos violentos o terroristas en el país. Sin embargo, no se tolera la protesta abierta contra el gobierno, aunque sea pacífica. El 29 de enero de 2011, cientos de manifestantes se reunieron en la ciudad de Yeda en una inusual protesta contra las deficientes infraestructuras de la ciudad tras las mortales inundaciones que arrasaron la ciudad y mataron a once personas. La policía detuvo la manifestación tras unos 15 minutos y arrestó a entre 30 y 50 personas.
En marzo de 2018, el príncipe heredero Mohammed bin Salman se enfrentó a duras críticas de figuras de la oposición británica durante su visita al Reino Unido. Salman fue acusado de financiar el extremismo en el Reino Unido, cometer abusos contra los derechos humanos en el país e incumplir el derecho internacional humanitario en Yemen con la guerra en curso, donde millones de personas están al borde de la hambruna. Ese mismo año, fue criticado por muchos otros países tras el asesinato del periodista estadounidense saudí Jamal Khashoggi.
El 24 de septiembre de 2020, un grupo de disidentes de Arabia Saudí anunció el lanzamiento de un partido político en oposición al gobierno del rey Salman. Los miembros del Partido de la Asamblea Nacional estaban exiliados en Estados Unidos, Gran Bretaña y otros países en el momento del lanzamiento del partido desde Londres. El partido de la oposición pretende instaurar la democracia como forma de gobierno en la monarquía absoluta y derrocar al líder de facto de Arabia Saudí, Mohammed bin Salman. El NAP es la primera oposición política formalizada en el gobierno del rey Salman. La Ley Fundamental del país prohíbe la formación de partidos políticos y sanciona con largas penas de cárcel la sedición y la condena del rey. Los miembros fundadores del Partido de la Asamblea Nacional son el activista Yahya Assiri, el cómico Omar Abdulaziz, el profesor Madawi al-Rasheed y el académico Abdullah al-Aoudh.

### Terrorismo islámico
Osama bin Laden y 15 de los 19 secuestradores del 11-S eran de nacionalidad saudí o solían serlo y el ex director de la CIA James Woolsey describió el wahabismo saudí como «el suelo en el que florecen Al Qaeda y sus organizaciones terroristas hermanas».

### Protestas de la Primavera Árabe
Desde el año 2011, Arabia Saudita se ha visto afectada por sus propias protestas de la Primavera Árabe. En respuesta, el rey Abdullah anunció el 22 de febrero de 2011 una serie de beneficios para los ciudadanos por valor de 36.000 millones de dólares, de los cuales 10.700 millones se destinaron a vivienda. No se anunciaron reformas políticas como parte del paquete, aunque se indultó a algunos presos acusados de delitos financieros. El 18 de marzo del mismo año, el rey Abdullah anunció un paquete de 93.000 millones de dólares, que incluía 500.000 nuevas viviendas por un costo de 67.000 millones, además de la creación de 60.000 nuevos puestos de trabajo en seguridad.
La falta de pensamiento crítico en el sistema educativo ha sido citada por algunos como la razón por la que se produjeron menos protestas en el Reino.
Arabia Saudita y otros países del CCG también enviaron algunos policías a Baréin para ayudar a la policía a reprimir a los manifestantes dentro del país.

## Gobierno regional
El reino está dividido en 13 regiones o provincias (manāṭiq), que a su vez se dividen en numerosos distritos. Se nombran gobernadores regionales, normalmente de la familia real, que presiden uno o más consejos municipales, la mitad de cuyos miembros son nombrados y la otra mitad elegidos. Los gobernadores son responsables de funciones como las finanzas, la sanidad, la educación, la agricultura y los municipios. El principio consultivo se aplica a todos los niveles de gobierno, incluido el gobierno de los pueblos y las tribus. Los gobernadores actúan como «minireyes» regionales, reunidos en majlis, escuchando quejas y resolviendo disputas.

### Elecciones municipales
En febrero de 2005 se celebraron las primeras elecciones de la historia de Arabia Saudita. Las elecciones para los consejos municipales «prácticamente sin poder» se celebraron para la mitad de los escaños (la mitad de los escaños de cada consejo eran designados). No se permitió a las mujeres presentarse como candidatas ni votar.
En Riad, el número de votantes registrados no superó el 18% de las personas con derecho a voto, lo que representa sólo el 2% de la población de la ciudad. Se observó un interés mucho mayor en la comunidad chií de la Provincia Oriental. Las mujeres podrán votar a partir de 2012, según anunció el rey Abdullah en el discurso de apertura del nuevo mandato del Consejo de la Shura.
En el año 2005, los candidatos solían ser empresarios locales, activistas y profesionales. Aunque los partidos políticos no estaban permitidos, era posible identificar a los candidatos como de orientación islamista, de programa liberal o dependientes del estatus tribal. Los candidatos islamistas solían estar respaldados por personalidades públicas y el estamento religioso, y obtuvieron la mayoría de los escaños en ciudades saudíes como Riad, Yedda, Medina, Tabuk y Taif. Los candidatos con «simpatías occidentales o cualquier sospecha de laicismo» perdieron ampliamente frente a los «conservadores de línea dura que contaban con el respaldo de la clase dirigente religiosa local». Esto demostró a algunos que, en lugar de ser una fuerza conservadora que frenaba al país, la familia real era más progresista que el conjunto de la población saudí.
En 2007, un comentarista saudí señaló que los consejos municipales estaban demostrando su impotencia. No obstante, las elecciones representaban un paso importante en la modernización del régimen.
Aunque el 29 de septiembre de 2011 volvieron a celebrarse elecciones municipales exclusivamente masculinas, Abdullah anunció que las mujeres podrán votar y ser elegidas en las elecciones municipales de 2015.

### Reforma política
En marzo de 1992, el rey Fahd promulgó varios decretos que esbozaban los estatutos básicos del gobierno y codificaban por primera vez la sucesión real. El programa de reforma política del rey también preveía la creación de un Consejo Consultivo nacional, cuyos miembros designados tendrían poderes consultivos para examinar y asesorar sobre cuestiones de interés público. También esbozaba un marco para los consejos a nivel provincial o de emirato.
En septiembre de 1993, el rey Fahd promulgó nuevos decretos de reforma, nombrando a los miembros del Consejo Consultivo Nacional y estableciendo los procedimientos de funcionamiento del nuevo consejo. Anunció reformas en el Consejo de Ministros, incluyendo la limitación de mandatos a 4 años y normas para prohibir los conflictos de intereses de los ministros y otros altos funcionarios. También se anunciaron los miembros de 13 consejos provinciales y sus normas de funcionamiento.
El número de miembros del Consejo Consultivo se amplió de 60 a 90 en julio de 1997, a 120 en mayo de 2001 y a 150 en 2005. La composición ha cambiado significativamente en cada ampliación del consejo, ya que muchos miembros no han sido reelegidos. El papel del consejo se va ampliando gradualmente a medida que adquiere experiencia.
Las elecciones municipales saudíes se celebraron en 2005 y algunos periodistas las consideraron un primer paso tentativo hacia la introducción de procesos democráticos en el Reino, incluida la legalización de los partidos políticos. Otros analistas de la escena política saudí se mostraron más escépticos. Los candidatos islamistas, a menudo hombres de negocios, obtuvieron buenos resultados, pero en la práctica tenían poco poder real. En 2009, las nuevas elecciones prometidas y las esperanzas de sufragio femenino en ellas se pospusieron al menos dos años.
El 15 de febrero de 2009, en una remodelación, el rey Abdullah destituyó al jeque Ibrahim Bin Abdullah Al-Ghaith de su cargo de presidente de la Comisión para la Promoción de la Virtud y la Prevención del Vicio. También destituyó al jeque Saleh al-Luhaidan como jefe del Consejo Judicial Supremo y nombró a la primera ministra.
En su primer acto como rey, Salman destituyó a Jaled al-Tuwaijri, primer ministro de facto y éminencia gris de Abdullah, sustituyéndolo por Mohammed bin Nayef.